# Music for Relief
Music for Relief è un ente di beneficenza fondato dal gruppo musicale statunitense Linkin Park. Il suo obiettivo è quello di fornire assistenza alle vittime di catastrofi naturali e portare consapevolezza sul riscaldamento globale.

## Storia
Music for Relief è un'organizzazione di beneficenza dedicata a fornire aiuto alle vittime di catastrofi naturali e a prevenire tali disastri. Fin dalla sua istituzione nel 2005 Music for Relief ha raccolto oltre 2,5 milioni di dollari per le vittime di:
- Terremoto e maremoto dell'Oceano Indiano del 2004
- Uragani Katrina e Rita in collaborazione con Hollywood for Habitat for Humanity per fornire case alle popolazioni colpite dalla tempesta
- Incendi in California dell'ottobre 2007
- Terremoto di Haiti del 2010
- Terremoto e maremoto del Tōhoku del 2011

## Attività
Music for Relief organizzò due concerti di beneficenza: il primo si svolse il 17 gennaio 2005, comprendendo artisti come Tenacious D, Beck, Will Ferrell, Dave Grohl, Josh Homme ed Eddie Vedder. Il secondo invece ebbe luogo il 15 febbraio dello stesso anno e vide la partecipazione di artisti come gli stessi Linkin Park, Story of the Year, The Crystal Method, Camp Freddy, No Doubt, e Jurassic 5.
Il 19 gennaio 2010 l'organizzazione pubblicò digitalmente la compilation Download to Donate for Haiti, seguita un anno dopo da una nuova versione chiamata Download to Donate for Haiti V2.0. I soldi raccolti sono stati interamente devoluti alle persone colpite dal terremoto di Haiti. Nel marzo 2011 venne pubblicata (anch'essa digitalmente) Download to Donate: Tsunami Relief, i cui soldi sono stati utilizzati per aiutare le vittime del Terremoto e maremoto del Tōhoku del 2011.
Il 10 novembre 2011 i Linkin Park ricevettero dall'ONU il Global Leadership Award come merito alle varie iniziative tenute con il progetto Music for Relief. Nella stessa occasione la band annunciò la sua nuova campagna no-profit "Power the World" per collaborare al progetto parallelo dell'ONU chiamato Sustainable Energy for All, iniziativa volta a garantire l'accesso universale di energia entro il 2030. Hanno dichiarato di voler garantire l'accesso ad energia sicura a circa un milione di famiglie di Haiti. Alla domanda "perché proprio di Haiti?"
risposero che gran parte della popolazione di quell'isola non ha accesso all'elettricità e che volevano migliorare la situazione. Inoltre avevano già raccolto fondi in precedenza per gli abitanti dell'isola in seguito al terremoto del 2010.